# 達尼·貝克
達尼·貝克（荷蘭語：Danny Bakker；1995年1月16日—）是一位荷蘭足球運動員。在場上司職中場。他現在效力於荷蘭足球甲級聯賽球隊ADO海牙。他也代表荷蘭青年國家足球隊參賽。